# Stratiotosuchus
Stratiotosuchus é um gênero fóssil de crocodilomorfo da família Baurusuchidae encontrado no Brasil e datado do Cretáceo Superior. Há uma única espécie descrita para o gênero Stratiotosuchus maxhechti.